# ماتئو پراندلی
ماتئو پراندلی (انگلیسی: Matteo Prandelli؛ زادهٔ ۱۸ نوامبر ۱۹۸۸) بازیکن فوتبال اهل ایتالیا است.
از باشگاه‌هایی که در آن بازی کرده‌است می‌توان به باشگاه فوتبال کومو، باشگاه فوتبال مسینا، و باشگاه فوتبال روبور سیه‌نا اشاره کرد.
وی همچنین در تیم ملی فوتبال Padania بازی کرده‌است.